# Frühhelladikum
Als Frühhelladikum bezeichnet man die früheste der insgesamt drei Phasen der helladischen Periode, wie die Bronzezeit auf dem griechischen Festland genannt wird. Da mit ihm die Einführung der Kenntnis um die Metallverarbeitung einherging, markiert es den Übergang vom Neolithikum in die Metallzeit. Nach gängiger Periodisierung folgt dem Frühhelladikum das Mittelhelladikum, das wiederum dem Späthelladikum vorausgeht, jener Epoche, in der mit der mykenischen Kultur in Griechenland die erste Hochkultur des europäischen Festlands entstand. Geographisch umfasst der Begriff „helladisch“ Zentralgriechenland (Phokis, Böotien, Attika), die Peloponnes (Korinth, Argolis), Thessalien und die griechischen Inseln ohne die Kykladen. Die Datierung des Frühhelladikums ist immer noch unsicher; sein Beginn wird heute in der Regel um 3100/3000 v. Chr. angesetzt, sein Ende um 2000 v. Chr.
Damit entsprechen dem Frühhelladikum die frühminoischen Epoche Kretas, die frühe Phase der Kykladenkultur sowie in etwa Troja I–IV und das Alte Königreich Ägyptens.
Da die frühesten ägäischen Schriftquellen (Linear A und Linear B) aus dem 2. Jahrtausend v. Chr. stammen und die Mythen und frühgriechische Literatur keinesfalls vor 1200 v. Chr. aufgezeichnet wurden, basieren wissenschaftliche Erkenntnisse zur griechischen Frühbronzezeit fast ausschließlich auf archäologischen Methoden.
Die archäologische Erforschung des Frühhelladikums begann am Anfang des 20. Jahrhunderts. Zu den wichtigsten ausgegrabenen frühbronzezeitlichen Siedlungen in Griechenland gehören Korakou, Zygouries und Tsoungiza in Korinthia, Ägina-Kolonna im Saronischen Golf, Lerna und Tiryns in der Argolis, Manika auf Euböa sowie Eutresis in Böotien. Das wohl bekannteste Gebäude der gesamten Epoche stellt das sogenannte Haus der Ziegel in Lerna dar.
Die frühbronzezeitliche Bevölkerung Griechenlands lebte in meist unweit der Küste gelegenen Siedlungen, die nicht selten befestigt waren. Sie betrieb Ackerbau, Viehzucht und Fischerei, und es gab Kontakte mit anderen Kulturen des Mittelmeerraums, etwa den Kykladen. Die Kenntnis um die Schmiedekunst ist archäologisch belegt. Die über Generationen von Archäologen und Althistorikern anerkannte These, im Frühhelladikum II/III seien die Indogermanen nach Griechenland eingewandert, wird seit den 1990er Jahren zunehmend bezweifelt. Manche Forscher halten eine Einwanderung bereits in neolithischer Zeit oder im FH I für wahrscheinlich.

## Forschungsgeschichte
Pionierarbeit bei der Erforschung der Bronzezeit auf dem griechischen Festland leisteten am Ende des 19. Jahrhunderts vor allem deutsche Archäologen: So wurden erste Grabungen in Olympia unter Leitung Ernst Curtius’ sowie in Mykene und Tiryns unter Leitung Heinrich Schliemanns durchgeführt. Das Hauptinteresse galt jedoch in dieser Phase der klassischen Antike bzw. der späten Bronzezeit, zumal Schliemann beabsichtigte, durch seine Arbeit die Mythen Homers zu verifizieren. Bei seinen Grabungen, die darauf abzielten, möglichst schnell zu den Überresten aus der Zeit des Trojanischen Krieges zu gelangen, zerstörte er nicht selten die Siedlungsschichten aus früheren Epochen. In Tiryns ergaben die späteren Grabungen unter der Leitung von Wilhelm Dörpfeld, Kurt Müller und Georg Karo, die in den Jahren zwischen 1905 und 1929 durchgeführt wurden, weitere Rückschlüsse auf die einstmals herausragende Bedeutung der Stadt in prähistorischer Zeit. Für die helladische Periode bedeutend waren außerdem die Ausgrabungen in Orchomenos (zunächst Schliemann, dann Heinrich Bulle), Argos (Carl Wilhelm Vollgriff), Agia Marina in Phokis (Georgios Sotiriadis), Chaironeia (Alan Wace, Maurice S. Thompson) sowie Gonia und Yiriza in Korinthia.
Einen Meilenstein für die archäologische Erforschung des Frühhelladikums stellte die Ausgrabung Korakous in der Nähe Korinths 1915–1916 unter Leitung Carl William Blegens dar. Auf ihr beruht die erste Klassifizierung der helladischen Keramikstile.
Weitere Ausgrabungen frühhelladischer Siedlungen, etwa in Zygouries (1921–1922), Asea Paleokastro (1930er Jahre) oder Mastos im Berbatital (1937) lieferten zwar weitere Informationen zur frühhelladischen Epoche, vor allem zur Architektur, blieben jedoch alle im Vergleich zur Ausgrabung Lernas, die von 1952 bis 1958 unter Leitung John Langdon Caskeys erfolgte, zweitrangig. Als ebenfalls bedeutend hat sich das in einer ersten Phase 1924–1927 von Hetty Goldman, in einer zweiten Phase in den 1950er Jahren ebenfalls von Caskey ausgegrabene Eutresis erwiesen. Die Ergebnisse der Ausgrabungen von Lerna, bei der Caskey insgesamt sieben (mitunter auch noch neolithische) Schichten unterschied, beeinflussten das Bild von der Epoche nachhaltig, zumal Caskey mit ihnen auch die Einwanderung der Indogermanen nach Griechenland neu datierte (siehe Kontroverse um die indogermanische Einwanderung).
Während die Nekropole von Manika (auf Euböa) bereits am Anfang des 20. Jahrhunderts entdeckt worden war, gelang es erst 1953, die zugehörige Siedlung zu lokalisieren. 1973 entdeckte Adamantios Sampson weitere Gebäude, und im Laufe der folgenden Grabungen stellte sich Manika mit einer Fläche von 80 ha als die bisher größte bekannte frühhelladische Siedlung heraus.

## Chronologie
Die bis heute gebräuchliche Chronologie für die ägäische Bronzezeit geht auf den britischen Archäologen Arthur Evans zurück, der während seiner Ausgrabungen in Knossos (Kreta) die erste Chronologie der minoischen Kultur konstruierte. Er orientierte sich dabei hauptsächlich an der Stratigraphie – den aufeinanderfolgenden Siedlungsschichten, die die Reihenfolge für die Keramikstile angeben sollten. Evans, der dachte, die minoische Kultur hätte sich ähnlich wie die ägyptische entwickelt (was in der heutigen Forschung als widerlegt gilt), teilte deshalb in Analogie zum Alten, Mittleren und Neuen Reich des alten Ägypten die minoische Kultur in drei Phasen ein: Frühminoikum, Mittelminoikum und Spätminoikum. Es war auch Evans, der in seinem Monumentalwerk The Palace of Minos erstmals den Begriff „helladic“ verwendete.
Infolge der Ausgrabungen von Korakou gelang es Carl Blegen gemeinsam mit Alan Wace, der Ausgrabungen in Mykene durchführte, eine Klassifizierung der Keramikstile der vormykenischen Perioden vorzunehmen und die erste helladische Chronologie überhaupt auszuarbeiten, nach der die Evan’sche Dreiteilung der kretischen Bronzezeit auf das Festland übertragen wurde. Blegen und Wace veröffentlichten ihre Ergebnisse erstmals 1918 in ihrem Artikel The Pre-Mycenaen Pottery of the Mainland, detailliertere Ergebnisse brachte Blegens 1921 erschienenes Buch Korakou. A prehistoric settlement near Corinth. Hier verwandte Blegen auch erstmals die feinere Unterteilung in die Substufen FH I, II und III.
Diese relative Chronologie hat sich bis heute gehalten und wurde nicht nur auf das griechische Festland, sondern auch auf die Kykladen übertragen, obgleich sie Probleme birgt, wie etwa die Tatsache, dass Evans Keramikstile und Perioden den gleichen Namen gab, letztere sich jedoch oft überschneiden.
Bis zu den britischen Ausgrabungen in Lerna war eine genauere zeitliche Abgrenzung von FH II und der nachfolgenden Phase FH III nicht bekannt. Ebenso war es bis zu Caskeys Grabungsarbeiten in Eutresis 1958 unmöglich, der Periode FH I absolute Daten zuzuordnen. Infolge weiterer archäologischer Arbeiten Mitte der 1960er Jahre in Lefkandi auf der Insel Euböa, einer Siedlung, bei der man zunächst davon ausging, sie sei parallel zur FH-III-Periode auf dem griechischen Festland einzuordnen, entwickelte Colin Renfrew 1972 in seinem Buch The Emergence of Civilization: the Cyclades and the Aegean in the Third Millennium BC ein neues chronologisches System. Er klassifizierte die frühhelladische Periode daraufhin – statt wie zuvor Wace und Blegen nach zeitlichen Abschnitten – gemäß den Namen der einzelnen Kulturgemeinschaften, die in FH I, II oder III existierten. FH I entsprach bei ihm der Eutresis-Kultur, FH II nannte er Korakou-Kultur und FH III Tiryns-Kultur. Diesem Schema zufolge entsprach Lefkandi I gleichzeitig auch der Tiryns-Kultur, eine Ansicht, die 1979 von Jeremy B. Rutter widerlegt wurde. Er fand heraus, dass die Lefkandi-Kultur in Wahrheit vielmehr der Periode FH II, d. h. Renfrews Korakou-Kultur entspräche. Seit der Mitte der 1970er Jahre wird Renfrews Modell zunehmend abgelehnt.
| Absolute Datierung     | Klassische Chronologie (Blegen, Wace) | Klassische Chronologie (Blegen, Wace) | Modell nach Renfrew (leicht modifiziert)          | Lerna (Caskey) | Eutresis                | Nord-Ägäis                     |
| ---------------------- | ------------------------------------- | ------------------------------------- | ------------------------------------------------- | -------------- | ----------------------- | ------------------------------ |
|                        | Spätes Neolithikum                    | Spätes Neolithikum                    |                                                   | Lerna I und II | Eutreis I               |                                |
| 3100/3000–2650 v. Chr. | Frühhelladikum I                      | Frühhelladikum I                      | Eutresis-Kultur                                   |                | Eutresis II, III und IV | Sitagroi IV, Dikili Tash III A |
| 2650–2200 v. Chr.      | Frühhelladikum II                     | FH II A                               | Korakou-Kultur (einschließlich Talioti-Subkultur) | Lerna III      | Eutresis V–VIII         | Sitagroi V A                   |
| 2650–2200 v. Chr.      | Frühhelladikum II                     | FH II B                               | (Lefkandi I-Kultur?)                              | Lerna III      | Eutresis V–VIII         | Sitagroi V A                   |
| 2200–2000 v. Chr.      | Frühhelladikum III                    | Frühhelladikum III                    | Tiryns-Kultur                                     | Lerna IV       | Eutresis IX             | Sitagroi V B                   |

## Materielle Kultur

### Metallverarbeitung

Ausbreitung der Metallverarbeitung

Die Kenntnis der Metallverarbeitung ist nach vorherrschender Meinung aus Anatolien oder Mesopotamien nach Griechenland gekommen. So scheint eine Reihe von in der Ägäis gefundenen Objekten aus der Troas importiert worden zu sein: Gestielte Dolche, gekerbte Dolche und wahrscheinlich manche der auf Syros (Kykladen) gefundenen Ahlen und Nägel.
Lokal vorhandenes Kupfer ist in der frühbronzezeitlichen Ägäis nur für Kreta und die Kykladen nachgewiesen. Es ist daher anzunehmen, dass die frühhelladischen ebenso wie die westkleinasiatischen Siedlungen während dieser Epoche auf Importe von Metall angewiesen waren.
In Sesklo in Thessalien wurden zwei Kupferäxte mit Goldgehänge gefunden, die noch aus spätneolithischer Zeit stammen; von der ganzen Periode FH I ist hingegen kein einziges Metallobjekt bekannt. Metallgefäße waren während des gesamten Frühhelladikums sehr selten, Metall noch keineswegs verbreitet und daher im Allgemeinen sehr begehrt. Im FH II stieg die Verbreitung von Metallobjekten im Vergleich zur vorhergegangenen Periode sichtbar an: Nägel (u. a. mit doppelspiralförmigem Kopf), Ahlen, Werkzeuge, Waffen und wertvollere Objekte waren weit verbreitet. In Rafina und Asketario (Attika) entdeckte frühhelladische Schmieden beweisen, dass Metall von einheimischen Handwerkern bearbeitet wurde. Im Weißen Haus in Kolonna-Ägina scheint im FH III Arsenbronze verhüttet worden zu sein, während in Kotopi (Attika) allem Anschein nach schon im FH II B Kupfer geschmolzen wurde. Weiterhin fanden aber immer noch Steine und Knochen als Werkstoffe Verwendung. Spätestens für den Beginn vom FH II gibt es Funde von (Zinn)-Bronze auf den Kykladen; in Lerna und Lithares (Böotien) hingegen sind Bronzeobjekte erst für FH III B nachgewiesen.

### Landwirtschaft
Lebensgrundlage der frühhelladischen Bevölkerung war wie schon im Neolithikum die Landwirtschaft und Viehzucht. Schon lange nahmen Forscher an, dass es im FH II mit der Einführung des Pflugs zu einer nennenswerten technischen Neuerung gekommen sei. Der um 1990 in Tsoungiza gemachte Fund von Stierfiguren aus Ton, denen paarweise Gurtzeug angelegt ist, stützt diese These. Die technische Neuerung erhöhte – sofern es sie tatsächlich gab – die landwirtschaftliche Produktion beträchtlich und war Teil der „Sekundärproduktrevolution“ (Andrew G. Sheratt), d. h. der Nutzung von Tieren zu mehreren Zwecken. Als Zugtiere wurden Rinder, Esel, Maultiere und ab FH III auch Pferde verwendet. Für das frühhelladische Lerna ist der Anbau von Gerste, Einkorn, Emmer, Bohnen und Linsen nachgewiesen, und auch in vielen anderen Siedlungen wurden Reste von Getreide und Feldfrüchten gefunden. Der verbreitete Anbau von Oliven und Wein, der für das frühbronzezeitliche Kreta belegt ist, gilt für das Festland als unwahrscheinlich; Untersuchungen zufolge waren die Hänge der damaligen Zeit kaum terrassiert. Das Holz des Ölbaums wurde jedoch in Lerna beim Bau von Häusern verwendet.
Pollenanalysen lassen darauf schließen, dass in dieser Epoche aufgrund menschlicher Aktivitäten eine Entwaldung und eine Zunahme von Krautvegetation einsetzte, die sich bis in die Archaik hinein weiter steigerte.

### Siedlungsstruktur
Sowohl Zahl als auch Größe der Siedlungen nahm im FH I im Vergleich zum vorangegangen späten Neolithikum zu, meistens wurden die neolithischen Siedlungen weiter bewohnt, nur in seltenen Fällen verlassen. Abgesehen von wenigen Ausnahmen lagen die Siedlungen entweder auf einer Anhöhe oder auf Halbinseln oder beidem zugleich. Dies ist ebenso wie die relativ häufigen Befestigungen ein Indiz dafür, dass bei der Wahl des Siedlungsstandortes auch die je nach Lage unterschiedlichen Verteidigungsmöglichkeiten entscheidend waren. Der Großteil der Siedlungen lag außerdem in Küstennähe, was darauf schließen lässt, dass sich die Einwohner als Seefahrer betätigten. Eventuell gab es Piraterie, die für die Kykladen ab FK II belegt ist. Dies würde auch die übliche Sicherung von Küstensiedlungen durch Mauern erklären, zu der es vor allem ab FH II B kam: Während Theben die einzige frühbronzezeitliche Siedlung mit Mauer im Landesinneren darstellt, sind z. B. für die Küstenorte Asketario (Attika), Rafina, Kolonna-Ägina, Perachora, Vayia (Korinthia), Lerna und Vassa Wälle nachgewiesen.
FH II war durch eine geringere Siedlungswachstumsrate als FH I gekennzeichnet, in manchen Regionen gab es sogar weniger Siedlungen als im FH I.
Die einzelnen Siedlungen scheinen jedoch weiter gewachsen zu sein und ab FH II entstanden Siedlungen mit bereits städtischem Charakter. Schätzungen zufolge hatten frühhelladische Siedlungen zwischen 90 (Asketario) und 13500 (Manika auf Euböa) Einwohner. Größere Zentren waren Manika, Theben, Eutresis, Tiryns, Rafina und Lerna.
Mit dieser Entwicklung ging – zumindest teilweise – eine soziale Differenzierung einher. Dafür sprechen z. B. kulturelle Errungenschaften wie der Gebrauch von Siegeln, die Entstehung von Korridorhäusern und die Festigung und Vergrößerung der Siedlungen. In der Argolis fand man starke Anzeichen dafür, dass Hierarchien zwischen den einzelnen Siedlungen bestanden.

### Architektur

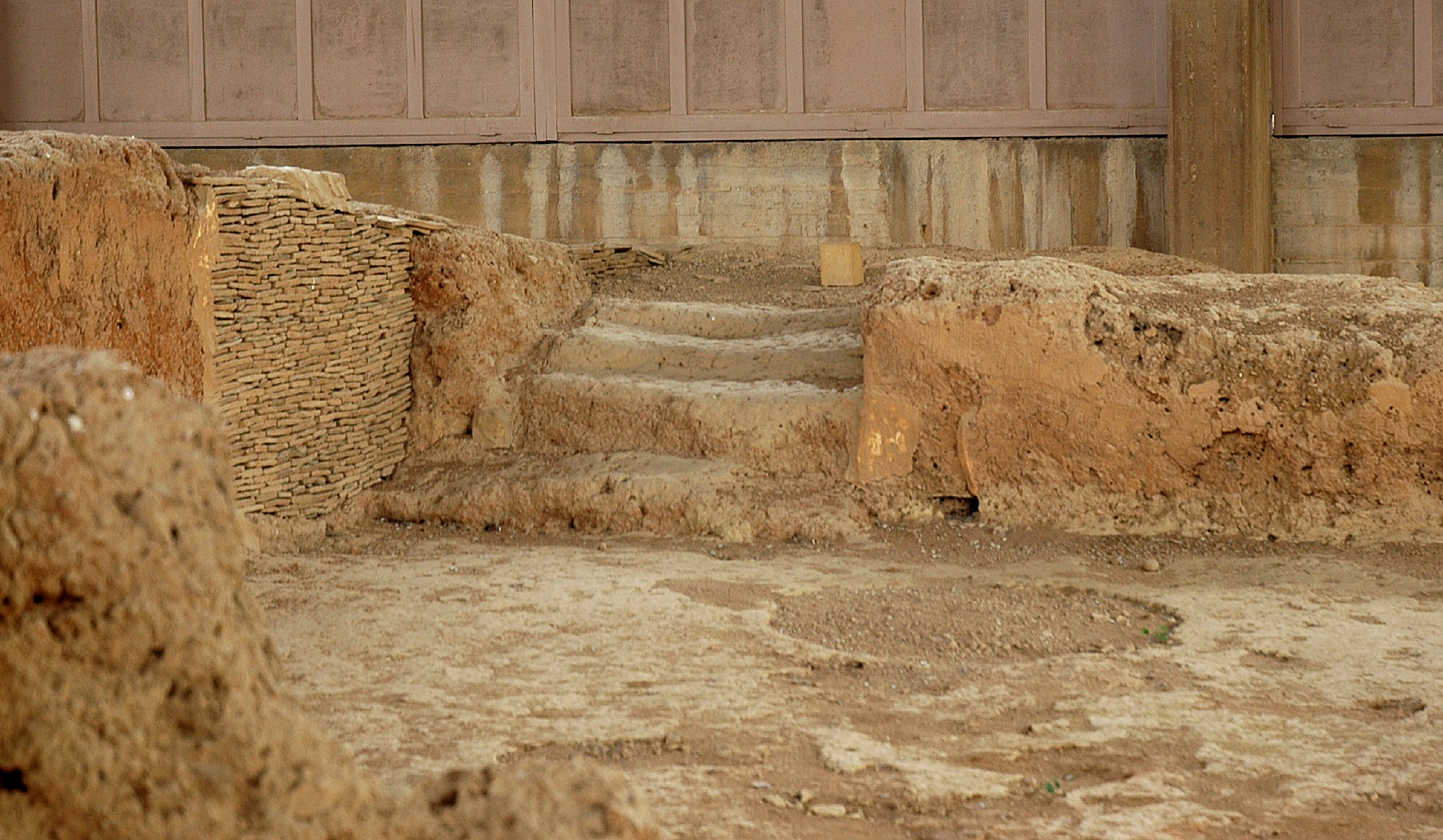
Haus der Ziegel in Lerna: Reste der Treppe

Die für das frühbronzezeitliche Griechenland charakteristische Hausform ist wie überall in der Ägäis das Rechteck.
Bauten mit kurvenförmigem Grundriss, ob rund oder apsisförmig, sind nicht vor FH III verbreitet. Ein FH-II-Rundbau von monumentaler Größe, den der Ausgräber Klaus Kilian als Getreidespeicher deutete, stand in der Oberburg von Tiryns. Andere Archäologen halten eine Funktion als Wachturm für wahrscheinlicher.
Für das entwickelte, späte FH II besonders hervorzuheben sind zweistöckige, freistehende Großbauten mit rechteckigem Grundriss, die dem Typus des sogenannten Korridorhauses angehören. Korridorhäuser sind für Akovitika in Messenien, Kolonna-Ägina, Theben und Lerna sicher nachgewiesen, und weitere Gebäude dieses Typs könnten in Zygouries, Perachora, Asea, Heraion (Argolis) sowie Eutresis gestanden haben. Die wichtigsten Korridorhäuser sind das Weiße Haus in Kolonna-Ägina und das megaronartige Haus der Ziegel in Lerna, das wohl das berühmteste Gebäude der ganzen Epoche darstellt und nach den unzähligen, von seinem Dach herabgefallenen Ziegeln benannt wurde, die bei der Ausgrabung entdeckt wurden. In Letzterem wurde eine große Anzahl von Siegeln aus Ton gefunden. Die Korridorhäuser befanden sich häufig in einer isolierten Lage (so in Zygouries, Kolonna-Ägina und Theben) und grenzten unmittelbar an die Siedlungsmauern (so in Lerna, Kolonna-Ägina, Theben und vielleicht auch Akovitika). In Lerna, Kolonna-Ägina und Akovitika gab es Nachfolgerbauten, die die Funktion eines früheren Korridorhauses übernahmen und im selben Areal standen. All diese Merkmale werden mehrheitlich dahingehend interpretiert, dass die Korridorhäuser Verwaltungszwecken dienten und dass ihre Bewohner einer privilegierten sozialen Schicht angehörten. Wie die Analyse der Grundrisse ergab, kann im architektonischen Aufbau zwischen einem öffentlichen und privaten Bereich unterschieden werden. Zwischen dem Haus der Ziegel in Lerna und dem Weißen Haus in Kolonna-Ägina bestehen zwar Unterschiede in der Raumausstattung, andererseits weisen die beiden Gebäude aber so große Ähnlichkeiten auf, etwa in Bezug auf die Raumeinteilung, dass davon auf Kontakte zwischen den beiden Siedlungen geschlossen worden ist.
Die übliche Dachform des Frühhelladikums war das Flachdach.
Tiryns wurde im Verlauf von FH II zweimal von Brandkatastrophen heimgesucht. Das Haus der Ziegel in Lerna wurden am Ende vom FH II ebenfalls durch Feuer zerstört und danach nicht wiederaufgebaut; seine Überreste wurden stattdessen am Ende von FH III zu einem von Steinen umringten Hügel aufgeschüttet.
Einen bemerkenswerten Fund stellen außerdem die sechzehn aus Terrakotta gefertigten Stierfiguren aus einem Raum aus Haus Z in Lithares dar (bekannt als „Heiligtum der Bullen“); da über frühhelladische Religion jedoch so gut wie nichts bekannt ist, sollte man mit Interpretationen vorsichtig umgehen.

### Keramik und Kunsthandwerk
Die Töpferscheibe wurde zwar bereits in Lerna im Frühhelladikum erstmals verwendet, war jedoch nicht vor Beginn des Mittelhelladikums in allgemeinem Gebrauch, und selbst im Mittelhelladikum machte die von Hand gefertigte Ware einen nicht geringen Anteil an der gesamten Keramik aus.
Kennzeichnend für die Phase FH I war die sogenannte Talioti-Keramik, die nach ihrem Fundort, dem Tal von Talioti südwestlich von Lefkakia bei Nafplio in der Argolis, benannt ist. Dabei handelte es sich um eine polierte Keramik, die teilweise mit eingeritztem Dekor versehen ist und die einen roten oder rotbraunen Überzug aufweist. Für die meisten Fundorten ist auch Talioti-Keramik aus FH II nachgewiesen. Weitere Keramikstile von FH II waren die sogenannte Urfirniskeramik, die einen auffälligen Glanz aufwies, und eine gelbgefleckte Ware. Der Tonschlicker, der zur Herstellung der Urfirniskeramik verwendet wurde, war schon in neolithischer Zeit erfunden worden. Die Bezeichnung „Urfirniskeramik“ wurde von Adolf Furtwängler für die Keramikfunde in Orchomenos geprägt. Für FH III waren eine glänzende Ware von geringerer Qualität, eine Keramikgattung im Hell-auf-Dunkel-Stil und eine im Vergleich zur vorhergehenden Periode abnehmende Menge der gelbgefleckten Ware charakteristisch. Minysche Keramik, eigentlich ein Keramikstil des Mittelhelladikums, wurde in Lerna bereits für FH III nachgewiesen.
Bekannte Gefäßformen des Frühhelladikums sind Pithoi, Saucieren („sauceboats“), Krüge, (Schnabel-)Kannen, Amphoren, Pyxiden, Pfannen, Schüsseln, Kantharoi und Askoi.
Insgesamt sind nur zwei frühhelladische Goldgefäße nachgewiesen, die beide von der Peloponnes stammen. Außerdem wurde auf dem Festland ausschließlich ein FH II-Elfenbeinobjekt gefunden. Dabei handelt es sich um einen Knauf aus Theben. Während alle anderen Elfenbeinobjekte, die aus der Ägäis stammen, als Grabbeilagen dienten, stammen nur dieser Fund und vier weitere Objekte aus der Ostägäis aus Siedlungen. Im Mittelhelladikum fiel das Kunsthandwerk mit Ausnahme der Keramik im Vergleich zur vorhergegangenen Periode ab.

## Außenkontakte und Handelsbeziehungen

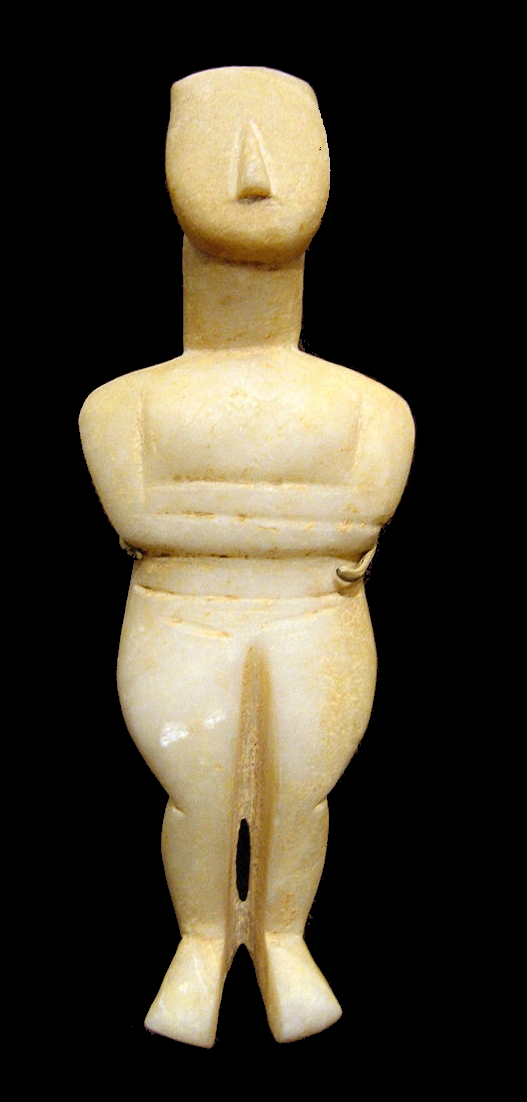
Kykladenidol, früher „Spedos-Typ“, Goulandris Museum Athen

Kontakte zwischen Siedlungen auf dem griechischen Festland untereinander, zwischen Siedlungen auf dem Festland und den Kykladen sowie zwischen Siedlungen auf dem Festland und dem Balkanraum sind archäologisch nachgewiesen.
Der Fund von Obsidian aus Milos (Kykladen) auf dem griechischen Festland beweist, dass Kontakte zu den Kykladen bereits in der Jungsteinzeit bestanden. Colin Renfrew ging aufgrund der verbreiteten Funde in der Ägäis in der frühen Bronzezeit II so weit, von einem „international spirit“ zu sprechen.
Kykladenidole, Figuren aus Marmor, die vielleicht auf syrische Vorbilder zurückgehen, wurden vor allem in Attika und auf Euböa gefunden.
Funde von Griffschalen, sogenannten „Pfannen“, die mit Ausnahme von drei gefundenen Steinobjekten aus Ton gefertigt wurden, sind für zahlreiche frühbronzezeitlichen Siedlungen des griechischen Festlands belegt: Für Asea, Korinth, Eutresis, Lithares, Manesi, Nemea, Tiryns, die reicheren Gräbern der Nekropole von Manika und Agios Kosmas. Während die Fundstücke aus Manika als lokal gefertigte Ware angesehen werden, hält man andere Stücke für Importstücke von den Kykladen. Insgesamt wird angenommen, dass die Pfannen ursprünglich von den Kykladen stammen und die dort gefertigte Ware den Festlandpfannen als Modell diente. In Tsoungiza wurden FH-I-Pfannen mit vergitterten Griffen gefunden, die nur selten auf dem Festland gefunden wurden, aber charakteristisch für die Kykladen sind, was Anlass zur Vermutung gibt, dass diese Pfannen Importstücke aus der kykladischen Kampos-Kultur sind.
Während Renfrew von einer politischen und ökonomischen Unabhängigkeit von Melos ausgeht, vertreten Curtis Runnels und Teerd van Andel die Ansicht, die Insel sei wirtschaftlich von der Argolis abhängig gewesen.
Die für das Festland typische Urfirniskeramik ist auch für die Kykladen nachgewiesen, was auf kommerziellen Handel hinweisen könnte.
Die Keramikfunde in Lerna IV lassen stark vermuten, dass es dort Kontakte mit Euböa, Ägina, der Korinthia, der nordöstlichen Ägäis und wahrscheinlich auch mit den Kykladen gab.
Auf dem „Grabhügel des Amphion und Zetos“ im böotischen Theben wurden drei Goldanhänger gefunden, die Papyrusblüten darzustellen scheinen und dadurch eine ägyptische Herkunft nahelegen. Der Ausgräber Theodoros G. Spyropoulos sah darin sogar ein Indiz für eine ägyptische Kolonisation Böotiens. Zur Bestätigung dieser These wäre aber eine deutlich größere Menge an Funden von ägyptischen Objekten nötig.

## Kontroverse um die indogermanische Einwanderung
Die These, dass im Frühhelladikum II/III die Indogermanen nach Griechenland eingewandert sind, gilt mittlerweile als widerlegt, war jedoch über Jahrzehnte hinweg und bis in die 1990er Jahre hinein die vorherrschende Meinung unter Althistorikern und Archäologen. Zunächst stützte sie sich vorwiegend auf sprachgeschichtliche Argumente, seit 1960 zunehmend auf archäologische.

### Linguistische Argumente
Schriftzeugnisse, die zweifellos in einer griechischen Sprache oder wenigstens einem Vorläufer des Griechischen abgefasst wurden, sind erst für die mykenische Epoche nachgewiesen: Es handelt sich dabei um die Schriftstücke in Linear B, die aus der Zeit ab dem 15. Jahrhundert v. Chr. stammen. 1952 gelang es Michael Ventris und John Chadwick, Linear B zu entziffern; im Gegensatz dazu wurde die noch ältere Linearschrift A der minoischen Kultur des bronzezeitlichen Kreta bisher nur ansatzweise entziffert und konnte noch keiner bekannten Sprachfamilie zugeordnet werden. Am wahrscheinlichsten scheint jedoch die Hypothese zu sein, nach der die Bewohner des vor-, alt- und spätpalastzeitlichen Kreta Luwisch, eine südwestanatolische Sprache, gesprochen haben.
Bereits 1896 hatte der Linguist Paul Kretschmer in seiner Einleitung in die Geschichte der griechischen Sprache darauf hingewiesen, einige Ortsnamen in Griechenland mit den Endungen „-nthos“ und „-ssos“ könnten nicht als indogermanisch und damit nicht als ursprünglich griechisch aufgefasst werden, sondern wiesen vielmehr eine Gemeinsamkeit mit anatolischen und damit (nach damaligem Forschungsstand) nichtindogermanischen Sprachendungen auf; daher schloss Kretschmer, dass ein vorgriechisches Sprachsubstrat im Griechischen enthalten sei, was auf die Anwesenheit einer seiner Meinung nach nichtindogermanischen Bevölkerung im frühgeschichtlichen Griechenland hinweise.
Die durch Hugo Winckler geleiteten Ausgrabungen in Boğazkale (Türkei) zu Beginn des 20. Jahrhunderts, das aufgrund von zwei in Amarna (Ägypten) gefundenen Dokumenten bereits in den 1890er Jahren als Ḫattuša, die Hauptstadt des Hethiterreichs, identifiziert werden konnte, nährten jedoch in der Folgezeit die Zweifel an der bisher nicht infrage gestellten Ansicht, dass die anatolischen Sprachen eine nichtindogermanische Sprachform darstellten. Bereits 1902 wies der norwegische Philologe Jørgen Alexander Knudtzon auf Ähnlichkeiten zwischen der Sprache in den zwei Amarna-Briefen und dem Indogermanischen hin. In der Folgezeit gelang es dem Tschechen Bedřich Hrozný, das Hethitische im Wesentlichen zu entziffern. Seine Ergebnisse veröffentlichte er zunächst 1915 in dem Aufsatz Die Lösung des Hethitischen Problems in den Mitteilungen der Deutschen Orient-Gesellschaft, zwei Jahre später folgte die Publikation des Buches Die Sprache der Hethiter, ihr Bau und ihre Zugehörigkeit zum indogermanischen Sprachstamm, das zu beweisen beabsichtigte, dass Hethitisch im Wesentlichen eine indogermanische Sprache sei. Der deutsche Indogermanist Ferdinand Johann Sommer bestätigte Hroznýs Ergebnisse 1920. Das Palaische und Luwische konnten derselben Sprachgruppe wie das Hethitische, den sogenannten anatolischen Sprachen, zugeordnet werden. 1940 wurde auch die lykische Sprache von dem dänischen Linguisten Holger Pedersen als indogermanische Sprache identifiziert, in den 1950er Jahren bewies Emmanuel Laroche eine enge Verbindung zwischen dem Lykischen und Luwischen. Auch die lydische Sprache stellte sich als indogermanische Sprache heraus. Nach Forschungen von John D. Ray scheint auch das Karische zu den anatolischen Sprachen zu gehören. Obwohl all diese Forschungen die These von der Existenz eines nichtindogermanischen, prähellenischen Sprachsubstrats widerlegen, drang ihre Bedeutung lange Zeit nicht in die Fachwelt vor.
Blegen äußerte in seinem 1928 erschienenen Aufsatz The coming of the Greeks (in Zusammenarbeit mit J. Haley) als Erster die Vermutung, dass mit der Periode FH III ein kultureller Bruch einhergegangen sei, und nahm – hauptsächlich sprachgeschichtlich argumentierend – an, zu Beginn des Mittelhelladikums seien indogermanische Völker nach Griechenland eingedrungen. Für diese These sprach damals u. a., dass erst für die mykenische Zeit Neuerungen wie Pferd und Wagen nachgewiesen waren. Neuere Forschungsergebnisse sprechen hingegen dafür, dass das gezähmte Pferd zum ersten Mal bereits im FH III in Lerna in Erscheinung trat.

### Archäologische Argumente
Bis zur Ausgrabung Lernas durch Caskey in den 1950er Jahren teilte der Großteil der Fachkundigen die Meinung Blegens. Caskey hingegen datierte einen solchen Bruch in seinem Aufsatz The Early Helladic Period in the Argolid in Südgriechenland auf die Zeit zwischen FH II und FH III, während er eine weitere Zäsur in Zentralgriechenland für das Ende von FH III ansetzte. Er argumentierte damit, dass das archäologische Material auf Zerstörungen etwa zur selben Zeit in Lerna, Tiryns, Asine, Zygouries, Agios Kosmas und vielleicht in Korinth hinweise. Lange Zeit wurden daraufhin die archäologischen Funde allgemein als Indiz für eine Invasion indogermanischer Völker nach Griechenland interpretiert. Vor allem in den 1980er Jahren wurde daraufhin der Herkunftsort der indogermanischen Einwanderer kontrovers diskutiert. So nahm Renfrew 1987 an, bereits im Neolithikum seien Indogermanen aus dem Nahen Osten eingewandert. Andere, vor allem deutsche Forscher, hielten hingegen eine Einwanderung aus dem Norden für wahrscheinlicher. Schon Caskey hatte darauf hingewiesen, die Neuerung der Apsisbauten, die sich in Lerna IV manifestiert, spreche für Einflüsse aus dem Norden und könnte von Einwanderern aus dieser Richtung mitgebracht worden sein. Die amerikanisch-litauische Archäologin Marija Gimbutas war Verfechterin der These, Menschen der Kurgankultur seien im Jung-Neolithikum nach Europa eingewandert.
Caskeys Argumente für eine indogermanische Einwanderung im FH II und FH III gelten jedoch mittlerweile als widerlegt. So kam Jeanette Forsén 1992 in ihrer Studie The Twilight of the Early Helladics bei der Analyse von 89 archäologischen Stätten in der Peloponnes und in Ost-Zentralgriechenland zu dem Ergebnis, dass die Zerstörungen an diesen Orten weder zeitlich noch räumlich eine Einheit bildeten. Neuere Hypothesen machen klimatische Veränderungen oder eine Bodendegradation für die Funde verantwortlich. Nach Michael B. Cosmopoulos und John Evander Coleman sind die Indogermanen bereits im Neolithikum oder FH I nach Griechenland gekommen, die von ihnen entwickelten Argumente stützen also im Wesentlichen die bereits von Renfrew aufgestellte These. Cosmopoulos verwendete bei seiner Argumentation Mythen aus frühen griechischen Quellen, etwa die der Pelasger in Herodots Historien und die der Karer.

## Archäologische Stätten aus frühhelladischer Zeit (Auswahl)

### Südgriechenland
- Akovitika (Messenien)
- Asea Paleokastro (Arkadien)
- Asine (Kastraki) (Argolis)[110]
- Agios Kosmas (Attika)[111]
- Askitario (Attika)
- Epidauros, Heiligtum des Apollon Maleatas, Gräber und Siedlung
- Geraki (Evrotas) (Lakonien)
- Helike (Elis)[112]
- Kolonna auf Ägina (Saronischer Golf), Fundort eines Juwelenschatzes aus FH III[110]
- Kontopigado (Alimos)[110]
- Korakou (Korinthia), Siedlung
- Lerna, befestigte Siedlung mit dem Haus der Ziegel
- Mastos im Berbatital (Argolis)[113]
- Olympia (Elis)[114]
- Pani (Alimos)[110]
- Perachora (Korinthia), Siedlung und Grab[115]
- Rachi Panagias auf Ägina (Saronischer Golf)[116]
- Rafina (Attika)[111]
- Tiryns (Argolis), Siedlung
- Tsepi bei Marathon (Attika)[110]
- Teichos Dymaion (Achaia)
- Vayia (Korinthia), befestigte Hafensiedlung[117]
- Zygouries (Korinthia), Siedlung

### Mittelgriechenland
- Eutresis (Böotien)
- Lefkandi (Euböa)
- Lithares (Böotien)[114]
- Proskynas[114]
- Manika (Böotien), Nekropole und Siedlung mit Obsidianwerkstatt[118]
- Theben (Böotien)

### Nordwestgriechenland
- Chalkis (Ätolien)[114]
- Steno auf Lefkada (Ionische Inseln), Nekropole

### Nordgriechenland
- Argissa Magoula (Thessalien)[116]
- Dikili Tash bei Philippi (Makedonien)[119]
- Doliana (Thessalien)[116]
- Kriaritsi in der Chalkidiki (Makedonien), Nekropole[119]
- Pevkakia Magoula (Thessalien)[116]
- Servia (Makedonien)[119]
- Sitagroi Magoula in Drama (Ostmakedonien)[119]

### Überblickswerke
- Michael B. Cosmopoulos: The early bronze 2 in the Aegean. Åström, Jonsered 1991, ISBN 91-7081-019-2 (= Studies in Mediterranean archaeology 98).
- Oliver Dickinson: The Aegean Bronze Age. Cambridge University Press, 1996, ISBN 0-521-45664-9.
- Oliver Dickinson: The Origins of Mycenaean Civilisation. Göteborg 1977.
- J. Lesley Fitton: The discovery of the Greek Bronze Age. London, British Museum Press, 1995. Archaeological Institute of America, 2001, ISBN 978-0-9609042-5-9.
- Daniel Pullen: The Early Bronze Age in Greece. In: Cynthia W. Shelmerdine (Hrsg.): The Cambridge Companion to the Aegean Bronze Age. Cambridge and New York, Cambridge University Press 2008, ISBN 978-0-521-81444-7, S. 19–46 (online, aufgerufen am 16. April 2016). (Sehr gute Einführung, fasst den aktuellen Forschungsstand zusammen).
- Jeanette Forsén: Mainland Greece. In: Eric H. Cline (Hrsg.): The Oxford Handbook of the Bronze age Aegean (ca. 3000–1000 BC). Oxford University Press, Oxford u. a. 2010, ISBN 978-0-19-536550-4, S. 53–65. (Gute Einführung, fasst den aktuellen Forschungsstand zusammen).
- Jeremy B. Rutter: Review of Agean Prehistory II: The Prepalatial Bronze Age of the Southern and Central Greek Mainland. In: American Journal of Archaeology. Bd. 97, Nr. 4 (Oktober 1993), Archaeological Institute of America, S. 745–797 (online, aufgerufen am 17. April 2016).
- Hope Simpson und Oliver Dickinson: Gazetteer of Aegean Civilisation in the Bronze Age 1: The Mainland and Islands. Göteborg 1979, ISBN 978-91-85058-81-5.
- Fritz Schachermeyer: Die vormykenischen Perioden des griechischen Festlandes und der Kykladen. (Mykenische Studien 3) (Sitzungsberichte der Österreichischen Akademie der Wissenschaften, Philosophisch-Historische Klasse 303) Verlag der österreichischen Akademie der Wissenschaften, Wien 1976.
- Eva Alram-Stern: Die Ägäische Frühzeit: 2. Serie, Forschungsbericht 1975–2002, Die Frühbronzezeit in Griechenland, mit Ausnahme von Kreta. 2 Bände, Verlag der österreichischen Akademie der Wissenschaften 2004, ISBN 978-3-7001-3268-4. (Ausführlicher archäologischer Fundbericht, geographisch geordnet).

### Grabungsberichte
- Carl William Blegen: Korakou. A prehistoric settlement near Corinth. American School of Classical Studies at Athens, Boston und New York 1921 (als PDF-Datei online, aufgerufen am 13. April 2016).
- Carl W. Blegen: Zygouries. A prehistoric settlement in the valley of Cleonae. Harvard University Press, Cambridge 1928, (online, aufgerufen am 16. April 2016).
- Florens Felten und Stefan Hiller: Forschungen zur Frühbronzezeit auf Ägina-Kolonna 1993–2002. In: Eva Alarm-Stern: Die Ägäische Frühzeit: 2. Serie, Forschungsbericht 1975–2002, 2: Die Frühbronzezeit in Griechenland, mit Ausnahme von Kreta. 2 Bd.e, Verlag der österreichischen Akademie der Wissenschaften 2004, ISBN 978-3-7001-3268-4.
- Hetty Goldman: Preliminary Report on the Excavations at Eutresis in Boeotia. In: Notes (Fogg Art Museum), Vol. 2, Special Number: Excavations at Eutresis. President and Fellows of Harvard College on behalf of Harvard Art Museum 1927, S. 3–91 (online, aufgerufen am 16. April 2016).
- Erik J. Holmberg: The Swedish Excavations at Asea in Arcadia. Acta Instituti Romani Regni Sueciae, Lund und Leipzig 1944.
- Gosta Sa’flund: Excavations at Berbati, 1936–1937. Stockholm Studies in Classical Archaeology 4, Almqvist und Wiksell, Stockholm 1965.
- Hara Tzavella-Evjen: Lithares: An Early Bronze Age Settlement in Boeotia. Cotsen Institute of Archaeology 1985, ISBN 978-0-917956-56-0.
- James C. Wright: Excavations at Tsoungiza (Archaia Nemea). In: Hesperia: The Journal of the American School of Classical Studies at Athens. Bd. 51, Nr. 4 (Oktober – Dezember 1982), S. 375–397 (online, aufgerufen am 17. April 2016).

#### Lerna
- John Langdon Caskey: Lerna in the Early Bronze Age. In: American Journal of Archaeology. Bd. 72, Nr. 4 (Oktober 1968), Archaeological Institute of America, S. 313–316 (online, aufgerufen am 13. April 2016).
- John L. Caskey: Excavations at Lerna. In: Hesperia: The Journal of the American School of Classical Studies at Athens.
  - 1952–1953. In: Bd. 23, Nr. 1 (Januar–März 1954), S. 3–30 (online, aufgerufen am 16. April 2016).
  - 1954. In: Bd. 24, Nr. 1 (Januar–März, 1955), S. 25–49 (online, aufgerufen am 16. April 2016).
  - 1955. In: Bd. 25, Nr. 2 (April–Juni, 1956), S. 147–173 (online, aufgerufen am 16. April 2016).
  - 1956. In: Bd. 26, Nr. 2 (April–Juni, 1957), S. 142–162 (online, aufgerufen am 16. April 2016).
  - 1957. In: Bd. 27, Nr. 2 (April–Juni, 1958), S. 125–144 (online, aufgerufen am 16. April 2016).
  - 1958–59. Bd: Vol. 28, Nr. 3 (Juli–September, 1959), S. 202–207 (online, aufgerufen am 16. April 2016).
- John L. Caskey und Elizabeth G. Caskey: The Earliest Settlements at Eutresis Supplementary Excavations, 1958. In: Hesperia: The Journal of the American School of Classical Studies at Athens. Bd. 29, Nr. 2 (April–Juni 1960), S. 126–167 (online, aufgerufen am 16. April 2016).
- Lerna: A Preclassical Site in the Argolid: Results of Excavations Conducted by the American School of Classical Studies at Athens. Princeton
  - Bd. III = Jeremy B. Rutter: The Pottery of Lerna IV. 1995.
  - Bd. IV = Martha Heath Wiencke: The Architecture, Stratification, and Pottery of Lerna III. 2000.
  - Bd. VI = E. C. Banks: The Settlement and Architecture of Lerna IV. 2013.

#### Tiryns
- Kaiserlich Deutsches Archaeologisches Institut in Athen: Tiryns. Die Ergebnisse der Ausgrabungen des Instituts. 2 Bände, Athen 1912.
- Deutsches Archäologisches Institut in Athen (Hrsg.): Tiryns. Die Ergebnisse der Ausgrabungen des Instituts. Dritter Band. Die Architektur der Burg und des Palastes, von Kurt Müller, Mit Plänen und Zeichnungen von Heinrich Sulze. Benno Filser, Augsburg, 1930.
- Georg Karo: Fuehrer durch Tiryns. 2. Aufl., Athen, Deutsches Archäologisches Institut 1934 online im Katalog der Bibliotheken der Universität Heidelberg, aufgerufen am 25. April 2016.
- Hans-Joachim Weisshaar: Ausgrabungen in Tiryns, Bericht zur frühhelladischen Keramik. In: American Journal of Archaeology. Archaeological Institute of America.
  - 1978, 1979. 1981, S. 220–256.
  - 1980. 1982, S. 440–466.
  - 1981. 1983, S. 329–358.

### Zur Chronologie
- John L. Caskey: Aegean Terminologies. In: Historia: Zeitschrift für Alte Geschichte. Bd. 27, H. 3, Franz Steiner Verlag 1978, S. 488–491 (online, aufgerufen am 16. April 2016).
- Sturt W. Manning: The absolute chronology of the Aegean Early Bronze Age : archaeology, radiocarbon and history. Sheffield Academy Press, 1995, ISBN 1-85075-336-9.
- Daniel Pullen: Asine, Berbati, and the Chronology of Early Bronze Age Greece. In: American Journal of Archaeology. Bd. 91, Nr. 4 (Oktober 1987), Archaeological Institute of America, S. 533–544 (online, aufgerufen am 16. April 2016).
- Erika Weiberg and Michael Lindblom: The Early Helladic II–III Transition at Lerna and Tiryns Revisited: Chronological Difference or Synchronous Variability? In: Hesperia: The Journal of the American School of Classical Studies at Athens. Bd. 83, Nr. 3 (Juli–September 2014), S. 383–407 (als PDF-Datei online, aufgerufen am 17. April 2016).

### Zur indogermanischen Einwanderung und der Frage ihrer Datierung
- Carl W. Blegen: The Coming of the Greeks: II. The Geographical Distribution of Prehistoric Remains in Greece. In: American Journal of Archaeology. Bd. 32, Nr. 2 (April–Juni 1928), Archaeological Institute of America, S. 146–154. (Veralteter Forschungsstand, jedoch in forschungsgeschichtlicher Hinsicht wichtige Publikation).
- John Evander Coleman: An Archaeological Scenario for the “Coming of the Greeks” ca. 3200 B.C. In: The Journal of Indo-European Studies. Bd. 28, Nr. 1&2, Frühling/Sommer 2000, S. 101–153 (als PDF-Datei online, aufgerufen am 17. April 2016).
- Michael B. Cosmopoulos: From Artifacts to Peoples. Pelasgoi, Indo-Europeans, and the Arrival of the Greeks. In: R. Blench, M. Spriggs (Hrsg.): Archaeology and Language, III: Artefacts, Languages, and Texts. One World Archaeology 34, Routledge, London 1997, S. 249–256.
- R. A. Crossland: Bronze Age migrations in the Aegean. Archaeological and linguistic problems in Greek prehistory; proceedings of the 1. Internat. Colloquium on Aegean Prehistory, Sheffield, organized by the British Assoc. for Mycenaean Studies and the Departm. of Greek and Ancient History of the Univ. of Sheffield. Noyes Press, Park Ridge 1974.
- Robert Drews: The coming of the Greeks. Indo-European conquests in the Aegean and the Near East. Princeton University Press, 1989.
- Jeanette Forsén: The Twilight of the Early Helladics. A Study of the Disturbances in East-Central and Southern Greece Towards the End of the Early Bronze Age. Paul Åströms, Universität Kalifornia 1992, (= Studies in Mediterranean archaeology and literature. Bd. 116), ISBN 978-91-7081-031-2. (Aus einer Analyse von 89 archäologischen Stätten schließt Forsén, dass es weder eine zeitlich noch geographisch einheitliche Zerstörungsphase in FH II/III gab und widerlegt damit Caskey These).
- Margalit Finkelberg: Anatolian Languages and Indo-European Migrations to Greece. In: The Johns Hopkins University Press on behalf of the Classical Association of the Atlantic States (Hrsg.): The classical world. Bd. 91, Nr. 1 (September–Oktober 1997), S. 3–20 (online, aufgerufen am 17. April 2016).
- Paul Kretschmer: Einleitung in die Geschichte der griechischen Sprache. Vandenhoeck, Göttingen 1896, S. 401 als PDF-Datei online, aufgerufen am 17. April 2016. (Mittlerweile widerlegt, jedoch forschungsgeschichtlich wichtige Arbeit).
- Nicholas I. Xirotiris: The Indo-Europeans in Greece. An Anthropological Approach to the Population of Bronze Age Greece. Journal of Indo-European Studies 8 (1–2), S. 201–210, 1980.

### Weitere Spezialstudien
- Jan Bouzek: The Aegean, Anatolia and Europe. Cultural interrelations in the 2nd millennium B.C. (= Studies in Mediterranean archaeology. Band 29). Åström, Göteborg 1985.
- Hans-Günther Buchholz, Peter Wagner: Zu frühbronzezeitlichen Verbindungen zwischen dem Balkanraum und Hellas. In: Hans-Günter Buchholz (Hrsg.): Ägäische Bronzezeit. Wissenschaftliche Buchgesellschaft, Darmstadt 1987, ISBN 3-534-07028-3, S. 121–136.
- Gerald Cadogan (Hrsg.): The end of the Early Bronze Age in the Aegean. Brill, Leiden 1986, ISBN 90-04-07309-4.
- John L. Caskey: The Early Helladic Period in the Argolid. In: Hesperia (The American School of Classical Studies at Athens). 29 (3), 1960, S. 285–303, (PDF). Teilweise veralteter Forschungsstand, so ist etwa die These von der Einwanderung der Indogermanen am Ende von FH II / Beginn von FH III umstritten, dennoch einflussreiche Publikation in der Forschungsgeschichte.
- John E. Coleman: „Fryiing Pans“ of the Early Bronze Age Aegean. In: American Journal of Archaeology. Bd. 89, Nr. 2, April 1985, Archaeological Institute of America, S. 191–219 (online).
- Robin Hägg (Hrsg.): Early Helladic architecture and urbanization. Proceedings of a seminar held at the Swedish Institute in Athens. Åström, Göteborg 1985.
- Olaf Höckmann: Frühbronzezeitliche Kulturbeziehungen im Mittelmeergebiet unter besonderer Berücksichtigung der Kykladen. In: Hans-Günter Buchholz (Hrsg.): Ägäische Bronzezeit. Wissenschaftliche Buchgesellschaft, Darmstadt 1987, ISBN 3-534-07028-3, S. 53–120.
- Naoise MacSweeney: Social Complexity and Population. A Study in the Early Bronze Age Aegean. In: Papers from the Institute of Archaeology. 15, 2004, S. 52–65 (PDF).
- Joseph Maran: Kulturwandel auf dem griechischen Festland und den Kykladen im späten 3. Jahrtausend v. Chr. Studien zu den kulturellen Verhältnissen in Südosteuropa und dem zentralen sowie östlichen Mittelmeerraum in der späten Kupfer- und frühen Bronzezeit (= Universitätsschriften zur prähistorischen Archäologie. 53). Habelt, Bonn 1998, ISBN 3-7749-2870-3 (= Habilitationsschrift).
- R. A. McNeal: Helladic Prehistory through the Looking-Glass. In: Historia. Bd. 24, H. 3, Franz Steiner Verlag 1975, S. 385–401 (online).
- Kurt Müller: Die Urfirniskeramik (= Tiryns. Bd. 4, ZDB-ID 800564-3). Bruckmann, München 1938 (Nachdruck von Zabern, Mainz 1976, ISBN 3-8053-0014-X).
- John C. Overbeck: Greek Towns of the Early Bronze Age. In: The Classical Journal. Bd. 65, Nr. 1, Oktober 1969, S. 1–7 (online).
- Colin Renfrew: The Emergence of Civilisation.The Cyclades and the Aegean in the Third Millennium BC. Methuen, London 1972;
neu herausgegeben und mit einem Vorwort versehen von John Cherry, Bannerstone, Oakville, Conn. 2010 und Oxbow, Oxford 2010, ISBN 978-0-9774094-7-1.
- Colin Renfrew: Cycladic Metallurgie and the Aegean Early Bronze Age. In: American Journal of Archaeology. Bd. 71, Nr. 1, Januar 1967, Archaeological Institute of America, S. 1–20 (online).
- Martha H. Wiencke: Change in Early Helladic II. In: American Journal of Archaeology. Bd. 93, Nr. 4, Oktober 1989, S. 495–509 (online).
- Malcolm H. Wiener: „Minding the Gap“. Gaps, Destructions, and Migrations in the Early Bronze Age Aegean. Causes and Consequences. In: American Journal of Archaeology. Bd. 117, Nr. 4, Oktober 2013, Archaeological Institute of America, S. 581–592 (online).